# أفعوية الذيل الألسكية
أفعوية الذيل الألسكية (الاسم العلمي: Echiurus alaskensis) هي نوع من الحلقيات تتبع جنس أفعوية الذيل من فصيلة نظيرات أفعوية الذيل.